# Rob Base and DJ E-Z Rock

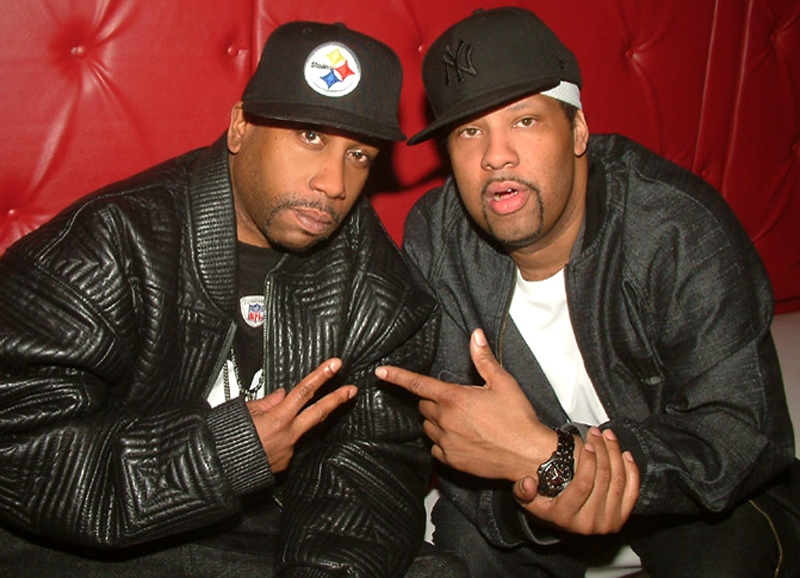
Rob Base (links) und DJ E-Z Rock (rechts) in Toronto (2006)

Rob Base and DJ E-Z Rock war ein US-amerikanisches Hip-Hop-Duo, bestehend aus Rob Base (Robert Ginyard, * 18. Mai 1967 in Harlem, New York City) und DJ E-Z Rock (Rodney „Skip“ Bryce, * 1967 oder 1968 in Harlem, New York City; † 27. April 2014).

## Werdegang
Ginyard und Bryce wuchsen als Schulfreunde zusammen in Harlem auf. Zusammen kamen sie in Berührung mit der Hip-Hop-Kultur. Ginyard besorgte sich ein Mikrofon und nahm das Pseudonym Rob Base an, während sich Bryce auf das DJing verlegte und den Namen DJ E-Z Rock annahm. Zusammen mit anderen gründeten sie die Gruppe Sureshot Seven, die bis zum Ende ihrer High-School-Zeit bestand. Als sich die Gruppe auflöste, machten die beiden als Duo weiter.
Ihre erste Single DJ Interview erschien 1986 und wurde auf einer Kompilation des Labels World to World veröffentlicht. Dann erschien Make it Hot, ein Song, mit dem sie für verschiedene Hip-Hop-Gruppen eröffnen durften. 1988 nahmen sie das Lied It Takes Two auf, das sie an das Label Profile Records schickten. It Takes Two, das auf einem Sample des Liedes Think (about It) von Lyn Collins beruhte, wurde ein großer Erfolg. Als Sample wurde es unter anderem von Snoop Dogg, Gang Starr, Girl Talk und 2NE1 verwendet. Es erschien auf den Soundtracks von Grand Theft Auto:San Andreas (2004) und des Films Selbst ist die Braut (2009). Auch das dazugehörige gleichnamige Album wurde ein Erfolg und erreichte Platz 31 der Billboard 200 und brachte dem Duo eine Platin-Schallplatte ein.
Kurz danach brach das Duo auseinander. Rob Base veröffentlichte alleine das Album The Incredible Base (1989). 1994 kam das Duo wieder zusammen und veröffentlichte das dritte Album Break of Dawn, das jedoch erfolglos blieb.
Rob Base und DJ E-Z Rock gingen danach getrennte Wege und traten unter ihren jeweiligen Künstlernamen weiter auf. Keiner von beiden veröffentlichte jedoch einen weiteren Tonträger. DJ E-Z Rock verstarb am 27. April 2014 im Alter von 46 Jahren.

## Diskografie

### Studioalben
| Jahr | Titel               | Höchstplatzierung, Gesamtwochen, AuszeichnungChartplatzierungen (Jahr, Titel, Platzierungen, Wochen, Auszeichnungen, Anmerkungen) | Höchstplatzierung, Gesamtwochen, AuszeichnungChartplatzierungen (Jahr, Titel, Platzierungen, Wochen, Auszeichnungen, Anmerkungen) | Anmerkungen                             |
| Jahr | Titel               | UK | US | Anmerkungen                             |
| ---- | ------------------- | --- | --- | --------------------------------------- |
| 1988 | It Takes Two        | — | US31 Platin · (81 Wo.)US | Erstveröffentlichung: 9. August 1988    |
| 1989 | The Incredible Base | — | US50 Gold · (26 Wo.)US | Erstveröffentlichung: 17. November 1989 |

Weitere Veröffentlichungen
- 1994: Break of Dawn

### Singles
| Jahr | Titel Album                               | Höchstplatzierung, Gesamtwochen, AuszeichnungChartplatzierungen (Jahr, Titel, Album, Platzierungen, Wochen, Auszeichnungen, Anmerkungen) | Höchstplatzierung, Gesamtwochen, AuszeichnungChartplatzierungen (Jahr, Titel, Album, Platzierungen, Wochen, Auszeichnungen, Anmerkungen) | Anmerkungen                         |
| Jahr | Titel Album                               | UK | US | Anmerkungen                         |
| ---- | ----------------------------------------- | --- | --- | ----------------------------------- |
| 1988 | It Takes Two                              | UK24 (10 Wo.)UK | US36 Platin · (16 Wo.)US | Erstveröffentlichung: April 1988    |
| 1988 | Get on the Dance Floor It Takes Two       | UK14 (7 Wo.)UK | — | Erstveröffentlichung: Dezember 1988 |
| 1989 | Joy and Pain It Takes Two                 | UK47 (3 Wo.)UK | US58 (13 Wo.)US | Erstveröffentlichung: April 1989    |
| 1989 | Turn It Out (Go Base) The Incredible Base | UK88 (2 Wo.)UK | — | Erstveröffentlichung: Dezember 1989 |